# 1871年臺灣
|        | 臺灣歷史 \| 台灣歷史年表 |
| 世纪： | 18世纪臺灣 \| 19世纪臺灣 \| 20世纪臺灣 |
| 年代： | 1840年代臺灣 \| 1850年代臺灣 \| 1860年代臺灣 \| 1870年代臺灣 \| 1880年代臺灣 \| 1890年代臺灣 \| 1900年代臺灣                                           |
| 年份： | 1866年臺灣 \| 1867年臺灣 \| 1868年臺灣 \| 1869年臺灣 \| 1870年臺灣 \| 1871年臺灣 \| 1872年臺灣 \| 1873年臺灣 \| 1874年臺灣 \| 1875年臺灣 \| 1876年臺灣 |
| 纪年： | 辛未年（羊年）、清朝同治10年 |

## 政府

### 斯卡羅酋邦

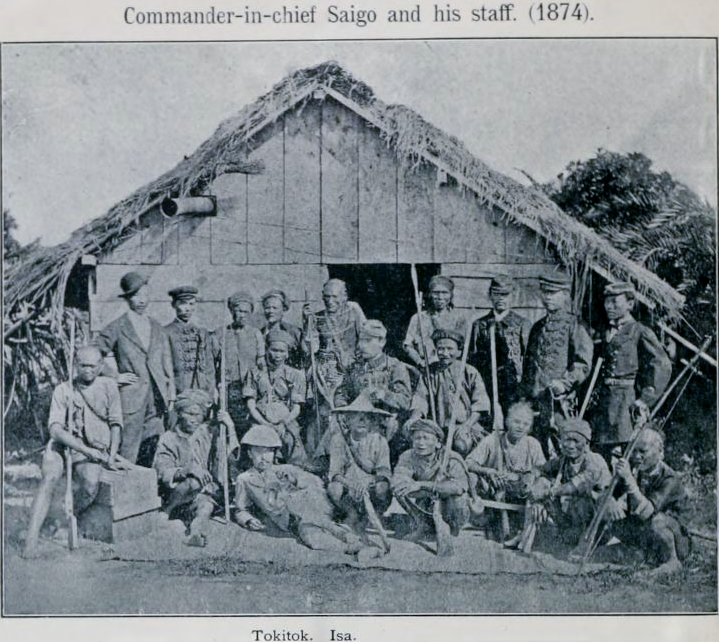
瑯嶠君主：卓杞篤（Cuqicuq Garuljigulj）

### 清帝國

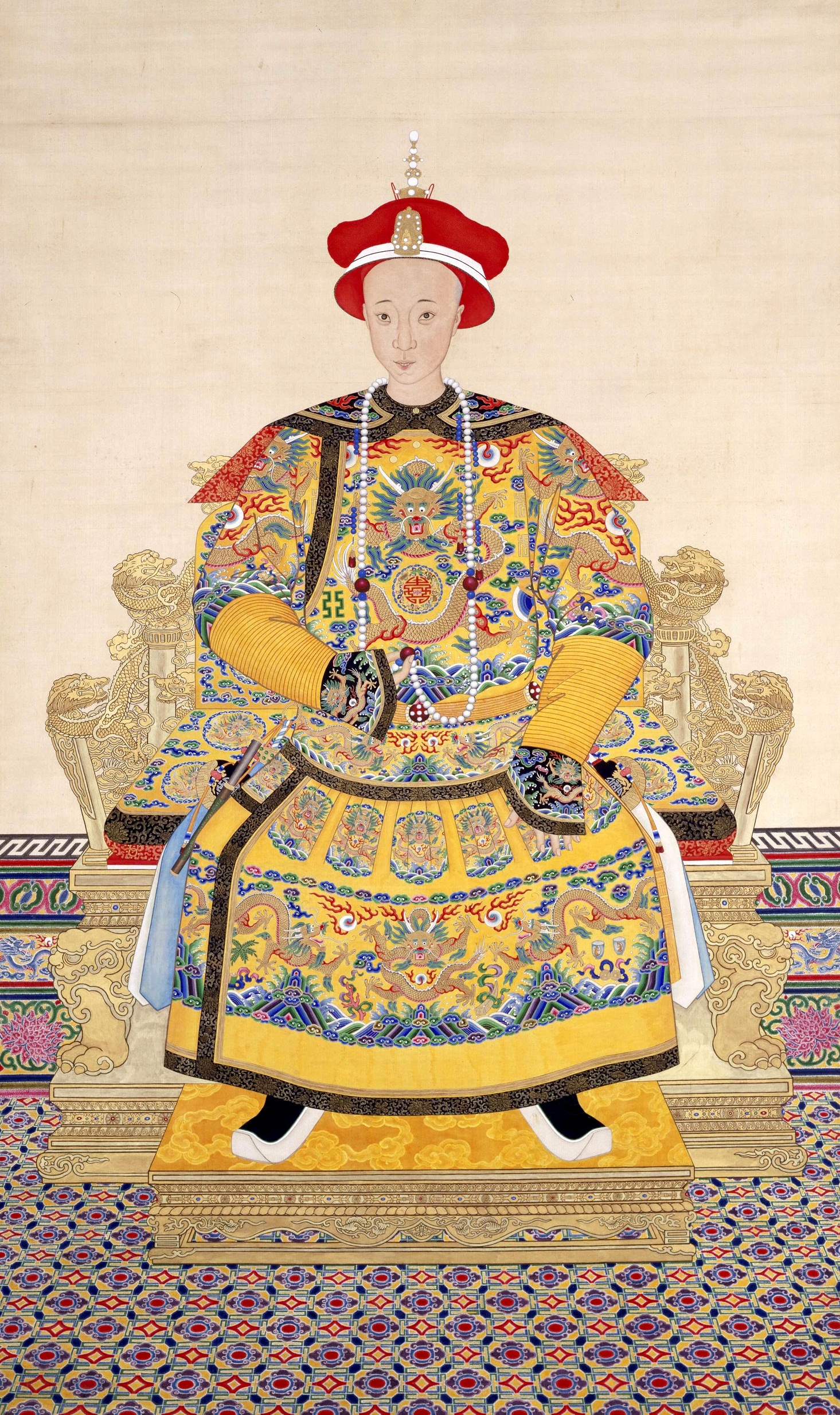
清朝皇帝：同治帝
臺灣府知府：祝永清
臺灣府知府：陳思燏

### 大豹共同體

總頭目：武干‧燮促（Ukan Syat）

## 大事記
- 9月12日（七月廿八）：鹿耳門天后宮因洪水掏空地基而倒塌。[1]

- 12月（公历）：八瑤灣事件，船難漂流之琉球宮古島居民擅闖斯卡羅酋邦領土，遭處決。

- 12月30日：加拿大長老會的馬偕抵達淡水，開始在北部傳教。